# Madalena (Tomar)
Madalena is een plaats (freguesia) in de Portugese gemeente Tomar en telt 3466 inwoners (2001).